# Wolfram Hoepfner
Wolfram Hoepfner (* 16. März 1937 in Breslau) ist ein deutscher Bauforscher und Klassischer Archäologe.
Wolfram Hoepfner studierte gleichzeitig an der Freien Universität Berlin Klassische Archäologie und an der Technischen Universität Berlin Architektur. 1965 wurde er mit einer Arbeit zum Thema Herakleia Pontike. Eine baugeschichtliche Untersuchung zum Dr.-Ing. promoviert. Anschließend wurde er Assistent von Ernst Heinrich. Er nahm an Ausgrabungen in Alzey unter der Leitung von Wilhelm Unverzagt, im Kerameikos in Athen (Dieter Ohly und Gottfried Gruben), in Persien (Heinz Luschey), Bithynien und in Kommagene (Friedrich Karl Dörner) teil. 1965/66 war er für ein Jahr Reisestipendiat des Deutschen Archäologischen Instituts (DAI). Für das DAI war er auch ab 1966 in dessen Abteilung in Athen tätig. Ab 1973 war er Leiter des neu gegründeten Architekturreferats bei der Zentrale des Deutschen Archäologischen Instituts in Berlin und zweiter Direktor der DAI-Zentrale. 1975 habilitierte sich Hoepfner an der TU Berlin und wurde dort 1980 zum Professor ernannt. 1988 folgte er einem Ruf auf eine Professur für Antike Baugeschichte an der FU Berlin. Zum Wintersemester 2001/2002 wurde Wolfram Hoepfner emeritiert.
Ausgrabungen führten das ordentliche Mitglied des DAI nach Griechenland und Kleinasien. Mit Ernst-Ludwig Schwandner, Sotiris Dakaris und K. Gravani leitete er die Ausgrabungen in Kassope. Mit Schwandner leitet er zudem das Forschungsprojekt „Wohnen in der klassischen Polis“. Hoepfner gilt als Fachmann für die Architektur der Spätklassik, vor allem der akademischen Bauten, für die späthellenistische Architektur und für die Topographie des antiken Rhodos.

## Schriften
- Herakleia Pontike, Ereǧli. Eine baugeschichtliche Untersuchung (= Ergänzungsbände zu den Tituli Asiae Minoris. Nummer 1; = Denkschriften der Philosophisch-Historischen Klasse der Österreichischen Akademie der Wissenschaften. Band 89). Böhlau, Wien 1966.
- Zwei Ptolemaierbauten. Das Ptolemaierweihgeschenk in Olympia und ein Bauvorhaben in Alexandria (= Athenische Mitteilungen. Beiheft 1). Gebr. Mann, Berlin 1971, ISBN 3-7861-2183-4.
- Das Pompeion (= Kerameikos-Heft. Nummer 1). Esperos-Verlag, Athen 1971.
- mit David Asheri und Adolphine Erichsen: Herakleia Pontike. Forschungen zur Geschichte und Topographie (= Ergänzungsbände zu den Tituli Asiae Minoris. Nummer 5; = Denkschriften der Philosophisch-Historischen Klasse der Österreichischen Akademie der Wissenschaften. Band 106). Böhlau, Graz/Wien/Köln 1972, ISBN 3-205-04286-7.
- Das Pompeion und seine Nachfolgerbauten (= Kerameikos. Band 10). Walter de Gruyter, Berlin 1976, ISBN 3-11-005906-1.
- mit Fritz Neumeyer: Das Haus Wiegand von Peter Behrens in Berlin-Dahlem. Baugeschichte und Kunstgegenstände eines herrschaftlichen Wohnhauses (= Das Deutsche Archäologische Institut. Band 6). Philipp von Zabern, Mainz 1979, ISBN 3-8053-0399-8.
- Arsameia am Nymphaios II: Das Hierothesion des Königs Mithradates I., Kallinikos von Kommagene, nach den Ausgrabungen von 1963 bis 1967 (= Istanbuler Forschungen. Band 33). Wasmuth, Tübingen 1983, ISBN 3-8030-1754-8.
- mit Ernst-Ludwig Schwandner: Haus und Stadt im klassischen Griechenland (= Wohnen in der klassischen Polis. Band 1). Deutscher Kunstverlag, München 1986, ISBN 3-422-00788-1 (2., stark überarbeitete Auflage, ebenda 1994, ISBN 3-422-06024-3).
- Der Koloß von Rhodos und die Bauten des Helios. Neue Forschungen zu einem der Sieben Weltwunder (= Antike Welt. Sonderband; Zaberns Bildbände zur Archäologie). Philipp von Zabern, Mainz 2003, ISBN 3-8053-3253-X.
- Ionien. Brücke zum Orient. Theiss, Stuttgart 2011, ISBN 978-3-8062-2405-4 (Lizenzausgabe: Wissenschaftliche Buchgesellschaft, Darmstadt 2011, ISBN 978-3-534-23952-8).
- Halikarnassos und das Maussolleion. Die modernste Stadtanlage und der als Weltwunder gefeierte Grabtempel des karischen Königs Maussollos. Philipp von Zabern, Darmstadt/Mainz 2013, ISBN 978-3-8053-4609-2.
- Philosophenwege (= Xenia. Heft 52). UVK Verlagsgesellschaft, Konstanz 2018, ISBN 978-3-86764-861-5.
- Hermopolis Magna und das Heiligtum für Ptolemaios III. Eine Nachlese (= Xenia. Heft 53). UVK Verlagsgesellschaft, Konstanz 2020, ISBN 978-3-86764-912-4.
- Amedeo Maiuri und die Griechen oder Das archaische Pompei (= Xenia. Heft 54). UVK Verlagsgesellschaft, Konstanz 2021, ISBN 978-3-7398-3122-0.